# LMFAO (musikgruppe)
 For alternative betydninger, se LMFAO. (Se også artikler, som begynder med LMFAO)
LMFAO var en Dance/Electro/Pop Rap-duo fra USA. Gruppen, der med en dybt satirisk/ironisk tilgang til pop-kulturen (og dermed sig selv), bestod af Stefan Kendal Gordy (Redfoo) og hans nevø Skyler Austin Gordy (SkyBlu) og var hovedsageligt kendt for sangen "Party Rock Anthem", desuden "Sorry for Party Rocking" og "Sexy and I Know It".
Duoen har selv sagt at navnet på deres musikgruppe betyder 'Laughing My fucking Ass Off', men de har dog også sagt, at det også betyder 'Loving My Friends And Others'.[kilde mangler]
Redfoo og SkyBlu gik hvert til sit i 2012, da de mente, at de havde brug for en pause.[kilde mangler] Nu laver de musik hver for sig. Redfoo har blandt andet lavet en sang der hedder "Let's Get Ridiculous".

## Diskografi
Studiealbum
- Party Rock (2009)
- Sorry for Party Rocking (2011)